# Onthophagus ruficapillus
Onthophagus ruficapillus é uma espécie de insetos coleópteros polífagos pertencente à família Scarabaeidae.
A autoridade científica da espécie é Brullé, tendo sido descrita no ano de 1832.
Trata-se de uma espécie presente no território português.